# ليا هيو
ليا هيو هي مصارعة الهواة كندية، ولدت في 1 أكتوبر 1987 في لندن في كندا.